# Saxehammar
Saxehammar, Saxhammar, f.d. järnbruk i Söderbärke församling, Smedjebackens kommun, Dalarna (Dalarnas län). Saxehammar ligger vid Larsboåns utflöde i sjön Norra Barken, i närheten finns Saxe by.

## Historia
Saxehammar är tidigast känd via handling från 1352, då det benämns Saxi. Saxe hytta anses ha anlagts under 1500-talets första hälft, 1540 finns Saxehyttan skriftligt belagt. En hammare uppbyggdes 1562 och i slutet av 1500-talet anlades Saxehammar. Något år före 1637 brann Saxehammar, och återuppbyggdes då av Marcus Kock. Som tack (finns bevarat i ett brev från förmyndarregeringen) fick Kock sex års skattefrihet, halva kronohemmanet Klockarbo (d.v.s. Larsbo, som han senare kom att bli ensam ägare till) samt arrendet av Saxehammar. Senare kom släkten Tersmeden att bli ägare till Saxehammar jämte Larsbo. År 1874 köptes Saxehammar av Larsbo-Norns AB. I samband med detta lades hyttan (Saxe hytta) ned. Hammarsmedjan kom dock att moderniseras till lancashiresmide och en ångsåg byggdes. År 1907 lades smedjan ned. Ångsågen kom dock att finnas kvar. 1918 såldes Saxehammar jämte Larsbo bruk till Barkens Sågverks AB som drev sågverket i Saxehammar fram till nedläggningen 1945. I mitten av 1950-talet köptes Barkens Sågverks AB av Billeruds AB. Detta företag förvärvades senare av Stora Kopparbergs Bergslags AB (nuvarande Stora Enso AB).

## Sevärdheter
I Saxehammar finns lämningar efter bl.a. Saxe hytta, smedjan och sågverket. Lämningarna efter Saxe hytta finns i form av en hyttruin, vattenhjulsränna och slaggvarp. Ruinerna av hammarsmedjan och sågen vid Saxehammar har delvis skadats av en sentida kraftstation. Vattnet till kraftstationen transporteras i en uppbyggd träränna på kallmurad fot. Troligtvis härrör denna konstruktion från smedjan. Vidare finns ett järnmagasin bevarat, idag dock ombyggt till bostadshus. Nere vid Norra Barken finns ett par gruvhål.